# Sopa de imitación de aleta de tiburón
La sopa de imitación de aleta de tiburón (en chino tradicional, 碗仔翅; pinyin, wǎnzǐchì; literalmente, ‘aleta en un cuenco pequeño’), también conocida como wun tsai chi, sopa vegetariana de aleta de tiburón y sopa callejera de aleta de tiburón, es un bocadillo callejero común en Hong Kong, vendido normalmente en cuencos pequeños. Es un substituto de la sopa de aleta de tiburón, producido principalmente porque el platillo original tiende a tener ingredientes más costosos. Debido a que el público general considera que el cercenamiento de las aletas de tiburón es cruel, la sopa de imitación de aleta de tiburón suele convertirse en una alternativa vegetariana que no contiene aletas sino solamente fideos.

## Historia
La sopa se originó en Temple Street en Hong Kong durante las décadas de 1950 y 1960. En ese entonces, la mayoría no podía costearse comer aletas de tiburón reales, por lo que los vendedores callejeros obtuvieron partes rotas de las aletas de tiburón entre los desechos de comida de los restaurantes chinos, los cocinaron con hongos, huevos, cerdo, salsa de soya y otros ingredientes, añadieron la mezcla en una sopa y la servían en un cuenco pequeño. Esta sopa era barata y, aunque no tenía el mismo sabor de la original, tenía buen sabor y contenía muchos ingredientes, por lo que fue popular entre los pobres y se convirtió en un famoso bocadillo callejero en Hong Kong.
Además de los puestos callejeros de Hong Kong, se puede comprar la sopa de imitación de aleta de tiburón en restaurantes de comida rápida, en restaurantes chinos finos e incluso en China continental.

## Controversia
En Hong Kong está prohibida la descripción falsa de bienes y servicios comerciales, por lo que la sopa de imitación de aleta de tiburón podría verse obligada a cambiar su nombre en chino cantonés —碗仔翅 ‘aleta en un cuenco pequeño’— ya que podría hacer que los clientes crean que contiene una aleta de tiburón real. Sin embargo, algunos hongkoneses aseguran que la sopa de imitación de aleta de tiburón forma parte de su memoria colectiva y representa la historia del antiguo Hong Kong, y que incluso sería difícil que un turista pueda encontrar una sopa de imitación si se retira su ya conocido nombre.
Puesto que muchos se oponen al cambio de nombre, algunas personas sugieren que el Gobierno de Hong Kong debería considerar si los clientes son engañados a propósito o no antes de la aplicar la política con el fin de actuar como elemento de disuasión y a la vez mantener la cultura de aperitivos locales.